# 半孔魚
半孔魚（学名：Hemitremia flammea）为輻鰭魚綱鯉形目雅羅魚科半孔魚屬的其中一種，被IUCN列為近危保育類動物，分布於北美洲美國阿拉巴馬州、田納西州及喬治亞州，本魚體延長，頭短，吻部極短； 口小，眼睛圓，背鰭起點稍晚於腹鰭起點； 側線不完整，不到一半的鱗片有孔，體上半部橄欖色，背面有深色條紋，上側有深色條紋，然後是淺色條紋，下方白色至紅色，身體底部 1/3 為鮮猩紅色，銀色腹膜有黑色斑點，體長可達7.8公分，棲息在河川上游，屬肉食性，以蝸牛及蠕蟲等為食。